# تاتارانی
تاتارانی (به لاتین: Tătărani) یک سکونتگاه مسکونی در رومانی است که در شهرستان دمبوویتسا واقع شده‌است.

## خصوصیات
تاتارانی ۵٬۴۷۸ نفر جمعیت دارد.